# Dégazeur
Un dégazeur ou désaérateur, est un dispositif destiné à éliminer l'oxygène ou d'autres gaz dissous dans l'eau remplissant les circuits des chaudières. Il en existe deux types : à plateaux et à pulvérisation.

## Dégazeur à plateaux

Figure 1: Schéma type d'un dégazeur à plateaux.

Une cuve est surmontée d'un dôme vertical contenant des plateaux perforés.
L'eau d'alimentation pénètre dans la section de dégazage verticale au-dessus des plateaux perforés et s'écoule vers le bas à travers les perforations. La vapeur basse pression pénètre sous les plateaux perforés et remonte à travers les perforations.
La vapeur d'eau entraîne le gaz dissous dans l'eau d'alimentation et sort par l'évent au sommet du dôme.
L'eau dégazée s'écoule dans le bas de la cuve avant d'être pompée vers le système de chaudière de production de vapeur. La vapeur de chauffage à basse pression pénètre dans le récipient horizontal à travers un tube d'aspersion dans le fond de la cuve.

## Dégazeurs à pulvérisation

Figure 2: Schéma d'un dégazeur à pulvérisation.

C'est une cuve généralement horizontale ayant une section préchauffage (E) et une section de purge d'air (F). Les deux sections sont séparées par une chicane (C). La vapeur d'eau à basse pression pénètre dans le récipient à travers un barboteur dans le fond de la cuve.
L'eau d'alimentation de chaudière est pulvérisée dans la section (E), où elle est préchauffée par la vapeur qui s'élève de l'injecteur. La buse permet la pulvérisation d'eau d'alimentation (A) et la section de préchauffage permet de chauffer l'eau d'alimentation de la chaudière à sa température de saturation afin de faciliter l'élimination des gaz dissous.
L'eau d'alimentation préchauffée s'écoule ensuite dans la section de désaération (F), où elle est purgée de son air par la vapeur qui monte à partir du système de dispositif de pulvérisation. Les gaz extraits sortent par l'évent en partie supérieure de la cuve.
L'eau d'alimentation désaérée est pompée à partir du fond de la cuve vers le système de chaudière de production de vapeur.